# Coupe d'Allemagne féminine de football 2009-2010
Navigation
Édition précédente Édition suivante
Le DFB-Pokal Frauen 2009-2010 est la 30e édition de la Coupe d'Allemagne féminine.
Il s'agit d'une compétition à élimination directe ouverte aux clubs évoluant cette saison ou ayant évolué la saison passée en Frauen-Bundesliga ou 2. Frauen-Bundesliga ainsi qu'aux vainqueurs de coupes régionales de la saison précédente. Elle est organisée par la Fédération allemande de football (DFB).
La finale a lieu le 15 mai 2010 au RheinEnergieStadion à Cologne et est remporté par le FCR Duisbourg sur le score d'un but à zéro face au FF USV Iéna.

## Calendrier de la compétition
| Tour                                                                        | Nom                 | Dates retenues    | Équipes participantes | Équipes restantes |
| --------------------------------------------------------------------------- | ------------------- | ----------------- | --------------------- | ----------------- |
| 1                                                                           | Premier tour        | 12 septembre 2009 | 50                    | 32                |
| (entrée en lice des sept meilleures équipes de Frauen-Bundesliga 2008-2009) |                     |                   |                       |                   |
| 2                                                                           | Seizièmes de finale | 14 octobre 2009   | 32                    | 16                |
| 3                                                                           | Huitièmes de finale | 14 novembre 2009  | 16                    | 8                 |
| 4                                                                           | Quarts de finale    | 19 décembre 2009  | 8                     | 4                 |
| 5                                                                           | Demi-finales        | 10 février 2010   | 4                     | 2                 |
| 6                                                                           | Finale              | 15 mai 2010       | 2                     | 1                 |

## Premier tour
| Date          | Club (division)                            | Score      | Club (division)                                  |
| ------------- | ------------------------------------------ | ---------- | ------------------------------------------------ |
| 12-13/09/2009 | FC Angeln (Coupe régionale)                | 0-9        | Blau-Weiß Hohen Neuendorf (2. Frauen-Bundesliga) |
| 12-13/09/2009 | Mellendorfer TV (Regionalliga)             | 2-1        | SV Victoria Gersten (2. Frauen-Bundesliga)       |
| 12-13/09/2009 | SC Eilbek (Coupe régionale)                | 0-4        | SV Holstein Kiel (de) (2. Frauen-Bundesliga)     |
| 12-13/09/2009 | Hallescher FC (Coupe régionale)            | 0-5        | Tennis Borussia Berlin (1. Frauen-Bundesliga)    |
| 12-13/09/2009 | FC Lübars (Coupe régionale)                | 0-1        | FC Lokomotive Leipzig (2. Frauen-Bundesliga)     |
| 12-13/09/2009 | Rot-Weiß Flatow (Coupe régionale)          | 0-13       | VfL Wolfsbourg (1. Frauen-Bundesliga)            |
| 12-13/09/2009 | Leipziger FC (Coupe régionale)             | 2-3        | HSV Borussia Friedenstal (2. Frauen-Bundesliga)  |
| 12-13/09/2009 | ATS Buntentor (Coupe régionale)            | 0-8        | Werder Brême (2. Frauen-Bundesliga)              |
| 12-13/09/2009 | DJK Eintracht Coesfeld (Coupe régionale)   | 3-5        | SG Wattenscheid (2. Frauen-Bundesliga)           |
| 12-13/09/2009 | TSG Burg Gretesch (Coupe régionale)        | 0-2        | Magdeburger FFC (en) (2. Frauen-Bundesliga)      |
| 12-13/09/2009 | Borussia Mönchengladbach (Coupe régionale) | 0-2        | FFC Oldesloe (de) (2. Frauen-Bundesliga)         |
| 12-13/09/2009 | FFV Neubrandenburg (Coupe régionale)       | 2-3        | SG Lütgendortmund (Regionalliga)                 |
| 12-13/09/2009 | TSG Hoffenheim (Coupe régionale)           | 2-0        | FV Löchgau (2. Frauen-Bundesliga)                |
| 12-13/09/2009 | FSV Viktoria Jägersburg (Regionalliga)     | 0-2        | FC Sarrebruck (1. Frauen-Bundesliga)             |
| 12-13/09/2009 | TSV Louisbourg (de) (Coupe régionale)      | 1-3        | TuS Wörrstadt (2. Frauen-Bundesliga)             |
| 12-13/09/2009 | SV Weinberg (Coupe régionale)              | 1-2 (a.p.) | FC Cologne (2. Frauen-Bundesliga)                |
| 12-13/09/2009 | FFV Erfurt (Coupe régionale)               | 1-7        | VfL Sindelfingen (2. Frauen-Bundesliga)          |
| 12-13/09/2009 | SV Bardenbach (Coupe régionale)            | 0-4        | SC Sand (2. Frauen-Bundesliga)                   |
| 12-13/09/2009 | TuS Ahrbach (Coupe régionale)              | 0-5        | TSV Crailsheim (2. Frauen-Bundesliga)            |
| 12-13/09/2009 | Rot-Weiß Merl (Coupe régionale)            | 0-11       | SC Bad Neuenahr (1. Frauen-Bundesliga)           |
| 12-13/09/2009 | FFC Niederkirchen (Coupe régionale)        | 1-3        | ASV Hagsfeld (2. Frauen-Bundesliga)              |
| 12-13/09/2009 | TSV Jahn Calden (Coupe régionale)          | 0-2        | Bayer Leverkusen (2. Frauen-Bundesliga)          |
| 12-13/09/2009 | SV Dirmingen (Regionalliga)                | 1-7        | FF USV Iéna (1. Frauen-Bundesliga)               |
| 12-13/09/2009 | Hegauer FV (Coupe régionale)               | 0-1 (a.p.) | FFC Wacker Munich (de) (2. Frauen-Bundesliga)    |
| 12-13/09/2009 | FC Union Berlin (Regionalliga)             | 0-10       | FSV Gütersloh (2. Frauen-Bundesliga)             |

## Seizièmes de finale
| Date          | Club (division)                                  | Score           | Club (division)                                 |
| ------------- | ------------------------------------------------ | --------------- | ----------------------------------------------- |
| 14-15/10/2009 | SG Lütgendortmund (Regionalliga)                 | 1-2             | FC Lokomotive Leipzig (2. Frauen-Bundesliga)    |
| 14-15/10/2009 | Mellendorfer TV (Regionalliga)                   | 0-5             | FSV Gütersloh (2. Frauen-Bundesliga)            |
| 14-15/10/2009 | Magdeburger FFC (en) (2. Frauen-Bundesliga)      | 1-4             | SG Essen-Schönebeck (1. Frauen-Bundesliga)      |
| 14-15/10/2009 | FCR Duisbourg (1. Frauen-Bundesliga)             | 9-0             | HSV Borussia Friedenstal (2. Frauen-Bundesliga) |
| 14-15/10/2009 | FFC Turbine Potsdam (1. Frauen-Bundesliga)       | 7-0             | FFC Oldesloe (de) (2. Frauen-Bundesliga)        |
| 14-15/10/2009 | SV Holstein Kiel (de) (2. Frauen-Bundesliga)     | 0-0 (Tab : 4-3) | Tennis Borussia Berlin (1. Frauen-Bundesliga)   |
| 14-15/10/2009 | Blau-Weiß Hohen Neuendorf (2. Frauen-Bundesliga) | 1-4             | Werder Brême (2. Frauen-Bundesliga)             |
| 14-15/10/2009 | VfL Wolfsbourg (1. Frauen-Bundesliga)            | 3-0             | Hambourg SV (1. Frauen-Bundesliga)              |
| 14-15/10/2009 | TSG Hoffenheim (Coupe régionale)                 | 0-1             | VfL Sindelfingen (2. Frauen-Bundesliga)         |
| 14-15/10/2009 | Bayer Leverkusen (2. Frauen-Bundesliga)          | 7-0             | TuS Wörrstadt (2. Frauen-Bundesliga)            |
| 14-15/10/2009 | SC Bad Neuenahr (1. Frauen-Bundesliga)           | 0-4             | FFC Francfort (1. Frauen-Bundesliga)            |
| 14-15/10/2009 | SC Fribourg (1. Frauen-Bundesliga)               | 2-0             | FC Sarrebruck (1. Frauen-Bundesliga)            |
| 14-15/10/2009 | Bayern Munich (1. Frauen-Bundesliga)             | 2-1             | FFC Wacker Munich (de) (2. Frauen-Bundesliga)   |
| 14-15/10/2009 | TSV Crailsheim (2. Frauen-Bundesliga)            | 2-5             | FC Cologne (2. Frauen-Bundesliga)               |
| 14-15/10/2009 | SG Wattenscheid (2. Frauen-Bundesliga)           | 2-1             | ASV Hagsfeld (2. Frauen-Bundesliga)             |
| 14-15/10/2009 | SC Sand (2. Frauen-Bundesliga)                   | 0-5             | FF USV Iéna (1. Frauen-Bundesliga)              |

## Huitièmes de finale
| Date          | Club (division)                            | Score | Club (division)                              |
| ------------- | ------------------------------------------ | ----- | -------------------------------------------- |
| 14-15/11/2009 | SG Wattenscheid (2. Frauen-Bundesliga)     | 0-4   | FC Cologne (2. Frauen-Bundesliga)            |
| 14-15/11/2009 | FFC Francfort (1. Frauen-Bundesliga)       | 6-0   | SC Fribourg (1. Frauen-Bundesliga)           |
| 14-15/11/2009 | FFC Turbine Potsdam (1. Frauen-Bundesliga) | 7-0   | SV Holstein Kiel (de) (2. Frauen-Bundesliga) |
| 14-15/11/2009 | SG Essen-Schönebeck (1. Frauen-Bundesliga) | 4-0   | FC Lokomotive Leipzig (2. Frauen-Bundesliga) |
| 14-15/11/2009 | FF USV Iéna (1. Frauen-Bundesliga)         | 1-0   | VfL Sindelfingen (2. Frauen-Bundesliga)      |
| 14-15/11/2009 | Bayer Leverkusen (2. Frauen-Bundesliga)    | 0-2   | FCR Duisbourg (1. Frauen-Bundesliga)         |
| 14-15/11/2009 | Bayern Munich (1. Frauen-Bundesliga)       | 1-3   | VfL Wolfsbourg (1. Frauen-Bundesliga)        |
| 14-15/11/2009 | Werder Brême (2. Frauen-Bundesliga)        | 1-5   | FSV Gütersloh (2. Frauen-Bundesliga)         |

## Quarts de finale
| Date          | Club (division)                            | Score | Club (division)                      |
| ------------- | ------------------------------------------ | ----- | ------------------------------------ |
| 19-20/12/2009 | FFC Turbine Potsdam (1. Frauen-Bundesliga) | 3-0   | FFC Francfort (1. Frauen-Bundesliga) |
| 19-20/12/2009 | FC Cologne (2. Frauen-Bundesliga)          | 0-4   | FCR Duisbourg (1. Frauen-Bundesliga) |
| 19-20/12/2009 | VfL Wolfsbourg (1. Frauen-Bundesliga)      | 1-2   | FF USV Iéna (1. Frauen-Bundesliga)   |
| 19-20/12/2009 | SG Essen-Schönebeck (1. Frauen-Bundesliga) | 1-0   | FSV Gütersloh (2. Frauen-Bundesliga) |

## Demi-finales
| Date          | Club (division)                      | Score | Club (division)                            |
| ------------- | ------------------------------------ | ----- | ------------------------------------------ |
| 19-20/12/2009 | FCR Duisbourg (1. Frauen-Bundesliga) | 1-0   | FFC Turbine Potsdam (1. Frauen-Bundesliga) |
| 19-20/12/2009 | FF USV Iéna (1. Frauen-Bundesliga)   | 3-0   | SG Essen-Schönebeck (1. Frauen-Bundesliga) |

## Finale
| 15 mai 2010 | FCR Duisbourg    | 1-0   | FF USV Iéna | RheinEnergieStadion, Cologne                  |                                               |
|             | 51e Annike Krahn | (0-0) |             | Spectateurs : 26 282 Arbitrage : Riem Hussein | Spectateurs : 26 282 Arbitrage : Riem Hussein |